# Gavrilov Posad
Gavrilov Posad è una città della Russia europea centrale (oblast' di Ivanovo); è il capoluogo del rajon Gavrilovo-Posadskij.
Sorge nella parte orientale del bacino di Mosca, presso la confluenza della Vojmiga nell'Irmes, 85 chilometri a sudovest del capoluogo Ivanovo.